# 베빈 프린스
베빈 프린스(Bevin Prince, 1982년 9월 23일 ~ )는 미국의 배우이다. 캐리에서 태어났다.

## 사생활
2016년 5월 비즈나우 미디어 CEO 윌 프렌드와 결혼하였다. 프렌드는 2022년 6월 3일 노스캐롤라이나주 뉴해노버군에서 프린스와 함께 휴가를 보내던 중 낙뢰에 맞아 33살 나이로 사망하였다.

## 작품 목록

### 영화 출연
- 다크 하우스 (2009)
- Wreckage (2010) - 페이 역
- 그루피: 사생팬 (2010) - 데니즈 역

### 텔레비전 출연
- 원 트리 힐 (2004-08, 2012) - 베빈 머스키 역

### 텔레비전 제작
- 해피 타운 (2010, Happy Town) - 제작 인력